# Głodno (wieś w powiecie grodziskim)
Głodno – wieś w Polsce położona w województwie wielkopolskim, w powiecie grodziskim, w gminie Rakoniewice. Mieszka w niej ponad 340 mieszkańców.

## Historia
Wieś pierwotnie związana była z Wielkopolską. Ma metrykę  średniowieczną. Istnieje co najmniej od drugiej połowy XIV wieku. Wymieniona została w łacińskim dokumencie datowanym na 1399 pod nazwą Glodno, 1429 Glodna, 1430 we fragmencie na Glodney, 1463 Gludno, 1493 Klodzyno!, Clodrzno!.
Miejscowość była początkowo własnością szlachecką należącą do lokalnej szlachty wielkopolskiej z rodu Grobskich, Siekowskich, Chocieszewskich, Ćmachowskich. W 1462 leżała w powiecie kościańskim Korony Królestwa Polskiego. W 1510 należała do parafii Komorowo, a w 1564 do parafii Wolsztyn.
Pierwsza wzmianka o wsi z 1399 odnotowuje Wyszemira z Bucza, który prowadzi spór sądowy z Piotrem Urbanowskim o 25 grzywien poręczenia za Agnieszkę z Głodna. W 1430 woźny sądu ziemskiego wywołał dokument przeniesienia własności dziedzin Jastrzębuszki oraz Głodno na rzecz Mikołaja, Wojciecha, Michała i Jakuba synów Wyszemira z Bucza przez ich matkę Katarzynę. W 1462 Jakub Grobski dał bratankowi Stanisławowi Grobskiemu 1/3 swych dóbr w Grobi, Buczu, Boszkowie Starym, Barklinie Starym, Siekowie, Siekowie Małym, Śniatach, Sikorzynie i Głodnie. W 1463 otrzymał także od brata Wojciecha Grobskiego plebana w Kryrowie w powiecie pyzdrskim inne części dóbr dziedzicznych w Grobi, Buczu, Siekowie, Siekowie Małym i Głodnie.

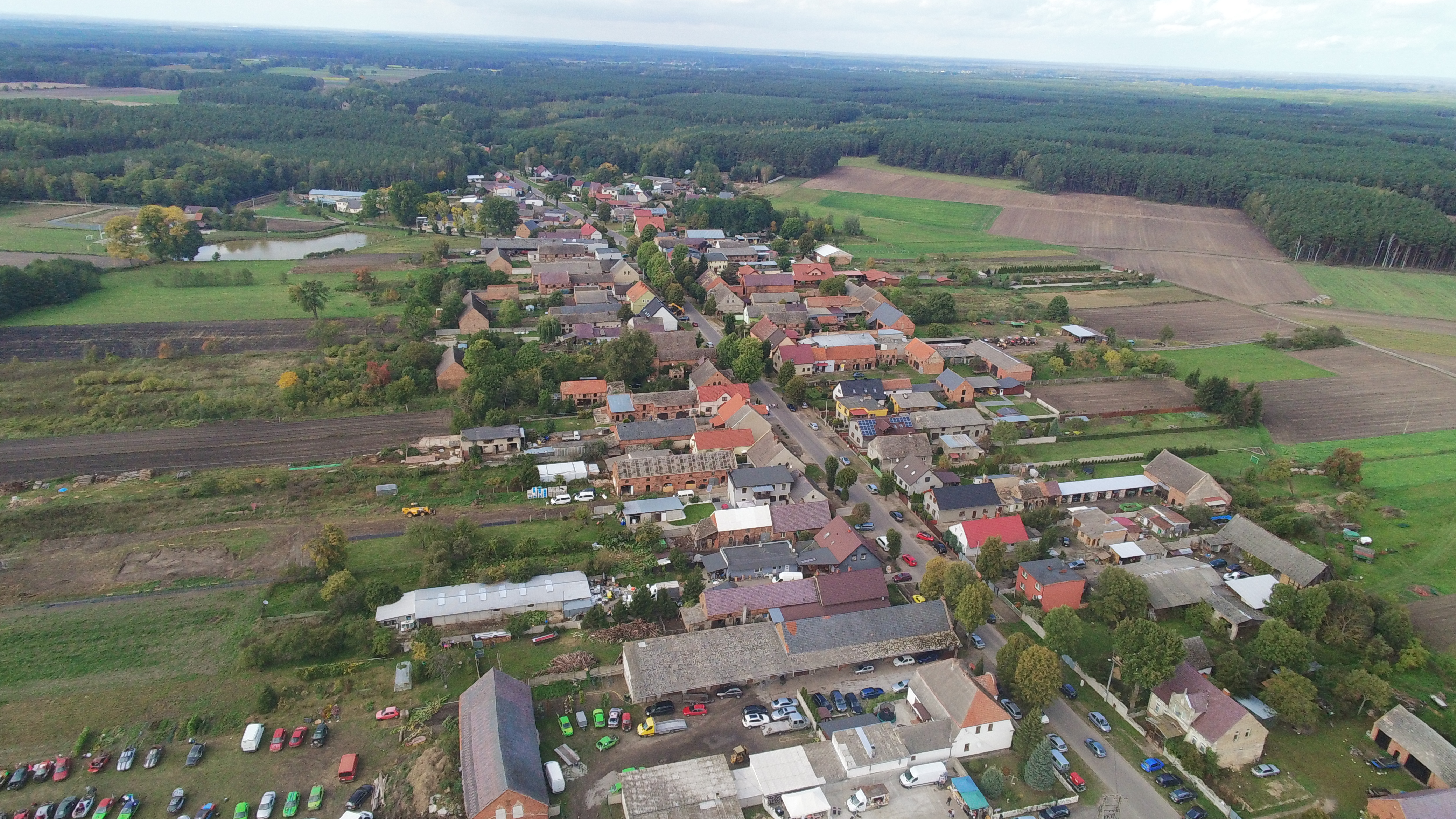

W 1469 Stanisław Grobski otrzymał w podziale majątkowym od Andrzeja syna kasztelana santockiego Wincentego z Bieganowa wsie dziedziczne Siekowo, Siekowo Małe, Głodno, Barklin Stary, zaś od Katarzyny żony Baltazara Gołanickiego otrzymał także w działach części tychże wsi. W 1473 Stanisława Grobskiego z Głodna odnotowano w sporze sądowym z Mikołajem Siekowskim.
W 1493 Sędziwój Siekowski sprzedał za 60 grzywien szer. półgroszy z zastrzeżeniem prawa wykupu osiem półłanków osiadłych przez kmieci Piotrowi Chocieszewskiemu z Chociszewic koło Krobi, a ten 1494 sprzedał swe prawa Janowi Kołaczkowskiemu na tych samych warunkach. Przy okazji tej transakcji odnotowano w 1493 ośmiu kmieci: Wojciecha Cocorda, Jana Cocorda, Wawrzyńca Cocorda, Jana, Wojciecha Gołego, Andrzeja oraz Jana Manczkovycza. W 1495 Sędziwój sprzedał Maciejowi Trzebawskiemu 5 łanów osiadłych w Głodnie za 50 grzywien półgroszy oraz jedną kopę z zastrzeżeniem prawa wykupu.
W 1513 Anna Siekowska pozwana została przez Jana Tłockiego o to, że rozkazała kmieciom z Głodna jechać do lasu Barłożna we wsi Rzeszotarzewo (obecnie Rostarzewo), i tam wyciąć drzewa oraz przywieźć je do Głodna, czyniąc tym szkody wycenione na 40 grzywien, czemu pozwana zaprzeczyła. W 1514 Anna toczyła proces o rozgraniczenie Głodna oraz wsi Rzeszotarzewo i Tłoki należących do Jana Tłockiego. W 1516 Anna Siekowska zapisała w testamencie m.in. cystersom z Obry wieś Głodno na aniwersarz oraz msze według dyspozycji wykonawców testamentu.
W 1517 Piotr Ćmachowski z żoną Małgorzatą sprzedali Bernardowi Grocholskiemu części wsi Siekowo, Siekowo Małe, Szczepankowo (koło Śmigla), Głodno, Biskupice Dłużyńskie oraz Trzebidzę za 900 złotych polskich z zastrzeżeniem prawa wykupu. Woźny sądu ziemskiego wprowadził Małgorzatę żonę Piotra Ćmachowskiego w posiadanie czwartych części wsi Siekowo, Siekowo Małe, Szczepankowo, Głodna, Biskupic Dłużyńskich, wsi opuszczonej Barklin oraz połowy wsi opuszczoenj Trzebidza, jakie jej wraz z Katarzyną Roszkowską oraz Bernardem Grocholskim przypadły po zgonie Anny Siekowskiej.
Wieś odnotowały historyczne rejestry podatkowe. W 1510 wieś należała do Siekowskiego i liczyła 7 łanów osiadłych. W 1530 miał miejsce pobór podatków z 5 łanów, a od karczmy 3 grosze. W 1563 pobór odbył się z 7,5 łana, od dwóch komorników, karczmarza warzącego lokalne piwo. W 1564 w Głodnie było 6 łanów. W 1581 odnotowano pobór z 7 łanów, 4 zagrodników, 5 komorników oraz jednego rzemieślników.
Wskutek II rozbioru Polski w 1793 wieś przeszła pod władanie Prus i jak cała Wielkopolska znalazła się w zaborze pruskim. W okresie Wielkiego Księstwa Poznańskiego (1815-1848) miejscowość wzmiankowana jako Głodno należała do wsi większych w ówczesnym powiecie babimojskim rejencji poznańskiej. Głodno należało do rakoniewickiego okręgu policyjnego tego powiatu i stanowiło część majątku Goscieszyn, który należał wówczas do Macieja Mielżyńskiego. Według spisu urzędowego z 1837 roku Głodno liczyło 400 mieszkańców, którzy zamieszkiwali 55 dymów (domostw).
W latach 1975–1998 miejscowość należała administracyjnie do województwa poznańskiego. 9 maja 1945 roku posadzono tu Dąb Wolności, symbol Głodna, który widnieje na nieoficjalnym herbie.
Tutaj urodził się Carl Welkisch (1888-1984) – niemiecki mistyk.